# إفراين رينتارو
إفراين رينتارو (23 يوليو 1991 في البرازيل – )؛ هو لاعب كرة قدم كان يلعب كمهاجم.

## وصلات خارجية
- إفراين رينتارو على موقع رابطة كرة القدم اليابانية للمحترفين (اليابانية)
- إفراين رينتارو على موقع قاعدة بيانات كرة القدم.إي يو (الإنجليزية)
- إفراين رينتارو على موقع Soccerway.com (الإنجليزية)